# Анисимов, Александр Михайлович (футболист)
Алекса́ндр Миха́йлович Ани́симов (годы жизни неизвестны) — советский футболист, нападающий.
Выступал за «Динамо» Ташкент, был капитаном команды. В 1937 году, когда команда дебютировала в соревнованиях команд мастеров, в первенстве группы «Г» провёл 9 матчей, забил один гол. В зональном турнире Кубка СССР 1938 года провёл два матча, забил два гола — дубль в ворота «Динамо» Сталинабад. В Кубке СССР 1939 года вместе с командой дошёл до полуфинала. В четырёх играх забил пять мячей — все три гола в ворота ленинградского «Авангарда» (1/16) и два гола в ворота «Темпа» Баку (1/4, 2:1).